# 小西國義
小西 國義（こにし くによし、1941年 - 2020年7月3日）は、日本の実業家。キュービーネットホールディングス株式会社創業者。

## 人物・来歴
東京都出身。青山学院大学卒業後、昭和電工入社。1973年医療施設賃貸業のエイトナインジャパンを設立。1995年キュービーネットを設立し、1996年に神田にQBハウス1号店を開業。2006年オリックスに売却し、顧問に退いた。2020年がんのため死去。

## 著作
- 『講演ビデオ122（キュービーネット社長　小西　國義氏） 新しい“身だしなみビジネス”の創造』日経BP社 2001年